# Ulica Kolejowa w Chełmie
Ulica Kolejowa – ulica w Chełmie, łącząca północną część centrum z dworcem kolejowym.

## Przebieg
Ulica Kolejowa rozpoczyna się od skrzyżowania ulic: Obłońskiej, Sienkiewicza i Mickiewicza. Biegnie stamtąd w kierunku wschodnim po drodze zbliżając się do przebiegającej przez Chełm linii kolejowej Warszawa-Dorohusk. Za dworcem kolejowym ulica nadal biegnie równolegle do terenów kolejowych, kończy się na skrzyżowaniu z ulicami: Przemysłową i Fabryczną.

## Historia
Ulica powstała około 1877 r. jako większa część drogi dojazdowej z centrum Chełma do nowego dworca kolejowego Kolei Nadwiślańskiej. Z czasem została wydłużona do tzw. przejazdu kowelskiego na wschodnim krańcu stacji kolejowej, a już po 1944 r. połączono ją z ul. Przemysłową. Do czasu przystosowania ul. Rejowieckiej do ruchu tranzytowego ulica Kolejowa była głównym traktem wylotowym z Chełma w kierunku Dorohuska.
Jeszcze w latach siedemdziesiątych XX w. zabudowa ulicy w okolicach dworca kolejowego była uważana ze jeden z najbardziej zaniedbanych fragmentów miasta. Kres temu twierdzeniu położyła przede wszystkim budowa w latach 90. XX w. osiedla bloków mieszkalnych między ul. Kolejową a ul. Jedność.

## Obecnie
Dziś ul. Kolejowa wraz z ul. Obłońską stanowią najwygodniejszą drogę dojazdu z centrum i zachodniej części Chełma do dworca kolejowego. Obsługuje również pobliskie tereny kolejowe. Ze względu na stosunkowo niewielką liczbę budynków mieszkalnych (zwłaszcza na środkowym odcinku ulicy) nie ma większego znaczenia dla komunikacji miejskiej (większość autobusów kursuje przez gęściej zaludnione osiedla – ulicami 1 Pułku Szwoleżerów, 11 Listopada, Przemysłową i al. Piłsudskiego), aczkolwiek ulicą autobusy miejskie kursują.

## Otoczenie
- YbbStaler – dawna fabryka wódek, późniejszy ZPOW.
- Cmentarz żydowski
- Dworzec kolejowy
- Lokomotywownia PKP Cargo
- Zakład Karny